# Donja Krušica (Šolta)
Donja Krušica je povremeno naselje u Hrvatskoj, nalazi se na otoku Šolti  u Splitsko-dalmatinskoj županiji. Prema popisu stanovništva iz 2011. naselje nije imalo stanovnika. Naselje se nalazi na sjevernoj stani otoka Šolte.

## Povijest
Donju Krušicu su osnovali stanovnici Donjeg Sela da im služi kao ribarska luka s kojim je povezana asfaltnom cestom dužine 1km.
Urbanističkim planom otoka Šolte naselje Donja Krušica definirano je na sljedeći način: naselje Donja Krušica koje čine izgrašeni dijelovi područja i neizgrađeni dijelovi područja. U akvatoriju ovog obalnog naselja planirana su privezišta u okviru daljnjeg turističkog razvoja i odvijanja pomorskog prometa.

## Gospodarstvo
Ribarstvo i turizam. U naselju nema trgovine ni ugostiteljskih objekata. Ni na plažama nema kafića, ni dodatnih sadržaja. U Donjoj Krušici je mala lučica ispunjena ribarskim brodovima. Plaže su kamenite s betoniranim dijelovima za kupače. 

## Vanjske poveznice
- Krušica  Arhivirana inačica izvorne stranice od 22. veljače 2014. (Wayback Machine)
- Službeni glasnik Općine Šolta 5/2011
- RD u suradnji s TZ općine Šolta predstavlja Šoltu!   Arhivirana inačica izvorne stranice od 21. veljače 2014. (Wayback Machine)
- Uvala Donja Krušica (Šolta)  Arhivirana inačica izvorne stranice od 1. travnja 2014. (Wayback Machine)